# Maarika Võsu
Maarika Võsu (* 7. Juni 1972 in Tartu) ist eine estnische Degenfechterin.
Maarika Võsu nahm an den Olympischen Spielen 1996 in Atlanta teil und belegte mit der Degen-Mannschaft den fünften und im Degen-Einzel den 18. Platz. 2003 errang sie bei der Europameisterschaft in Bourges Silber im Einzel und mit der Mannschaft.
Bei den Weltmeisterschaften 2005 in Leipzig konnte sie überraschend die Silbermedaille gewinnen. Dabei besiegte sie im Halbfinale die französische Doppel-Olympiasiegerin Laura Flessel mit 15:14 im Sudden Death. Im Finale unterlag sie der polnischen Fechterin Danuta Dmowska mit 11:12.
Bei den Fechtweltmeisterschaften 2002 in Lissabon gewann Võsu mit der estnischen Damen-Degen-Mannschaft die Silbermedaille.

## Auszeichnungen
- Sportlerin des Jahres in Estland 2005